# Shinobido: Way of the Ninja
Shinobido: Way of the Ninja (忍道 戒?, Shinobidō: Imashime) è un videogioco stealth sviluppato dalla giapponese Acquire e pubblicato per PlayStation 2 da Spike in Giappone nel 2005, e da SCEE in Europa nel 2006.

## Trama
La storia di Shinobido: Way of the Ninja, mette il giocatore nei panni di Goh "il Corvo", un ninja colpito da amnesia che si ritrova svenuto sulla riva di un fiume in una foresta sconosciuta. Risvegliatosi, Corvo scopre di non riuscire più a ricordarsi né di chi è, o di chi era, né di come sia finito in quel fiume. Camminando, Goh si imbatte in una baracca isolata e apparentemente abbandonato. Mentre esplora l'edificio fatiscente, qualcuno scocca una freccia sulla parete esterna della baracca. Sorpreso, dopo aver infruttuosamente analizzato gli alberi ed il sottobosco che lo circonda, Corvo nota una lettera allegata alla freccia. La lettera afferma che la persona che ha scritto è semplicemente uno "spettatore interessato", ed identifica il protagonista smemorato come "Goh", un ninja fedele al clan Asuka; lo "spettatore interessato" mette Corvo anche a conoscenza di come sia il clan che il villaggio Asuna siano stati distrutti il giorno precedente, e di come i ricordi e l'anima di Goh siano stati in qualche modo rubati e collocati all'interno di otto pietre mistiche che sono state sparse per Utakata (宇高多?) da persone che hanno rubato o rivendicato le suddette pietre durante l'attacco al villaggio. Infine, la lettera conclude istruendo Corvo di cercare suo "padre" Lord Ichijo nel castello di Utakata. Infiltratosi nel castello in costruzione, Corvo interrompe le fallimentari trattative tra Ichijo e Lady Sadame. Una volta chiarito all'equivoco, un confuso Ichijo, ed una divertita Sadame, informano Corvo di come lui non sia il figlio di Ichijo, ma bensì un semplice servo di quest'ultimo. Senza aver ottenuto risposte soddisfacenti, Corvo ritorna alla baracca abbandonata; un'altra lettera dallo stesso mittente, stavolta firmatosi Onji, rivela a Goh che per "padre" intendeva "figura paterna", come appunto era Ichijo stato in passato. Onji conclude la lettera consigliando al ninja di pianificare le sue decisioni con calma e di fare ciò che ritiene opportuno per la ricerca dei "frammenti d'anima".
Utilizzando il rifugio fatiscente come base per le sue operazioni, Goh svolge missione per i tre signori della guerra (Ichijo, Sadame e Akame) che si contendono il dominio di Utakata e, nel frattempo, cerca le otto pietre mistiche necessarie per recuperare la sua memoria e scoprire la verità sulla distruzione dei ninja Asuka (飛鳥忍者?).
Progredendo nella storia, Corvo incontra altri ninja, di cui però lui ovviamente non si ricorda; tra questi, Zaji e Kinu, ultimi due superstiti del clan Asuka oltre a Goh.

### Finali
Il finale di Shinobido varia in base alle missioni scelte dal giocatore durante il corso della storia. Oltre ai tre finali base, in cui cambia solo chi diventa il signore di Utakata una volta sconfitto Garuman, l'antagonista principale e boss finale del gioco, vi è un quarto finale alternativo segreto dove i tre daimyō decidono di unire le forze ed aiutare Corvo, ignorando la loro faida per sconfiggere l'antico nemico.

## Modalità di gioco

### Missioni
Shinobido: Way of the Ninja narra la storia del ninja Asuka Goh "il Corvo" (鴉のゴウ?, Karasu no Gō), che deve portare a termine varie missioni e incarichi (in chiave stealth soprattutto), per uno dei tre signori della guerra che tentano di guadagnarsi la fiducia di Goh. Le missioni da svolgere, su richiesta dei signori, solitamente consistono in: assassinio, scorta a persone o convogli, protezione, furto, rapimento e varie altre operazioni clandestine. Le missioni, sono assegnate a Goh da un individuo misterioso responsabile del tiro di frecce con messaggi allegati, che vengono scagliate sulla parete della baracca di Goh. In generale, più missioni sono rese disponibili al giocatore in un dato momento, e, in alcuni casi, consistono dell'individuazione ed acquisizione di una delle otto pietre contenenti i ricordi e l'anima di Goh; queste missioni speciali, vengono assegnate al Corvo solo dopo aver ottenuto abbastanza fiducia da uno dei signore, il quale dà informazioni sulle ubicazioni delle pietre. Durante il corso del gioco, Corvo è guidato dal misterioso Onji (オンジ?, Onji), che, attraverso le lettere, lo informa degli avvenimenti relativi alle missioni svolte per Utakata.

### Abilità
Goh, essendo un ninja, è rapido, agile e silenzioso, e sa come usare queste abilità a suo vantaggio durante le missioni. Anche se Corvo è un abile guerriero, essendo gli avversari (addestrati nel kenjutsu) quasi sempre in soprannumero rispetto a Corvo, è spesso in condizioni di svantaggio nei duelli con katana. Durante le missioni, Corvo si imbatte in diversi tipi di nemici: ninja rivali (più o meno corazzati in base al clan di appartenenza), yojimbo (guardia del corpo), guerrieri rōnin estremamente qualificati, e gruppi di ashigaru fedeli ai vari signore, che, se vengono a conoscenza della presenza di Goh, corrono a suonare l'allarme e chiamare rinforzi. Il giocatore è incoraggiato ad usare tattiche stealth per completare le missioni. Corvo può spesso eludere i nemici accovacciandosi dietro sporgenze e pareti, arrampicandosi sui tetti e muovendosi furtivamente attraverso canali dei fiumi. Attraverso tattiche del genere, il giocatore può decidere di compiere le missioni con la minima interferenza, eliminando i nemici uno ad uno, lentamente e in maniera silenziosa, oppure, senza addirittura uccidere nessuno.

### Uccisionistealth
Durante le missioni, Corvo è in grado di utilizzare il paesaggio circostante a suo favore: correndo sui muri, lanciandosi dalle sporgenze dei tetti, arrampicandosi sugli edifici utilizzando il rampino, nascondendosi dietro le pareti, o sfruttando il rumore della pioggia per non farsi sentire, Corvo può uccidere i nemici ignari della sua presenza eseguendo le "uccisioni stealth". Con questo tipo di attacco, il giocatore può elimineranno gli avversari in un colpo solo; se invece si prova ad eseguire uccisione furtive su un nemico che ha scoperto la presenza di Goh, l'attacco verrà deviato: se per esempio Corvo, viene scoperto dal nemico mentre si avvicina da dietro per tagliargli la gola, la guardia proverà ad afferrare il braccio di Goh e a lottare per la sua vita, con Goh però ancora in grado di completare l'uccisione nelle giuste condizioni, a seconda della forza e dell'avversario e del livello di allerta generale. Ci sono molti tipi di uccisione furtive a disposizione del giocatore, con alcuni di questi che non possono essere evitati dal nemico. Utilizzando sporgenze, pozze d'acqua, o mentre i nemici si muovono per le loro ronde o ispezionano oggetti raccoglibili lasciati in giro, il giocatore ha maggiori possibilità di eseguire un'uccisione stealth con successo. Per evitare che vengano scoperti dai nemici di ronda, Goh può nascondere i nemici (o gli alleati) abbattuti, spostandoli in zone nascoste, lanciandoli giù per i pozzi, sotto i ponti o nei fiumi.

### Indicatori di allerta
Così come avvenuto prima nella serie di videogiochi stealth Tenchu, Shinobido utilizza un sistema di indicatore di allerta (Ki Meter in inglese); se tuttavia Tenchu utilizza un sistema basato sui numeri per valutare la distanza e la consapevolezza di un avversario, Shinobido utilizza un sistema basato sui colori per giudicare il livello di allerta dei nemici. Quando si avvicina un nemico o un gruppo di nemici nel raggio d'azione di Corvo, uno o più occhi (in base al numero degli avversari) appariranno nella parte superiore dello schermo, cambiando colore in base al livello di allerta: se gli occhi sono grigi, il nemico non è a conoscenza della presenza di Goh; gli occhi viola indicano che il nemico si è insospettito o a causa di un rumore o perché ha visto qualcosa in lontananza; il colore rosso indica che l'avversario è ormai a conoscenza della presenza di Corvo o di uno dei suoi alleati e che sta per attaccare; l'arancione invece, indica che il nemico ha perso di vista Goh, ma è ancora intento a cercarlo ed ucciderlo. Bordi diversi attorno agli indicatori occhio, indicano la pericolosità ed il rango di nemici, alleati ed avversari più potenti.

### Tattiche e strategie di gioco
Il game design aperto di Shinobido, permette al giocatore di scegliere di continuare a giocare indefinitamente; infatti, il gioco può avanzare nella trama o finire solo se il giocatore seleziona determinate missioni. Se il giocatore continua a scegliere le missioni secondarie, invece che quelle principali, la guerra per il dominio di Utakata può essere prolungata all'infinito, o fino a quando il giocatore decide di eliminare due delle fazioni in lotta ed individuare tutte le pietre dell'anima. Per via di questa scelta nel level design, le missioni hanno luogo in zone strategiche delle terre di Utakata; tra le varie località, dove il signori mandano Corvo a compiere le varie missioni, il giocatore ha la possibilità di esplorare i distretti commerciali delle città di Sengen e Ryonin, le rotte commerciali delle vette di Dandala e della valle di Rokudo, e le roccaforti di ognuno dei signore della guerra, come il castello di Fudo (不動城?, Fudo-jo), la torre di Sotai (双胎楼?, Sotai-ro) ed il castello di Utakata (宇高多城?, Utakata-jo), oltreché le varie fortezze occupate dai generali delle varie fazioni.
Importante, è la scelta di accettare una missione piuttosto che un'altra: ad esempio, se invece di scortare una spedizione, si decide di rubarne un carico di riso appartenente ad uno degli shōgun, nella missione successiva, gli ashigaru di quella fazione saranno meno attenti, più deboli, molto meno pericolosi e si lamenteranno per i morsi della fame. Tali azioni richiedono una cauta pianificazione ed un certo livello di abilità da parte del giocatore: gli obiettivi precedentemente fissati, possono essere sia fallire o che andare a buon fine, e la fiducia riposta in Goh, da parte del signore per il quale si decide di lavorare, che aumenta o diminuisce a seconda delle scelte del giocatore. Le azioni e l'abilità del giocatore nel compiere gli incarichi, sono ciò che determina il successo o la sfortuna delle fazioni di Utakata.
Altro esempio del particolare game design, è l'onnipresenza dei signori feudali: quando il giocatore decide di accettare una delle missioni che si svolge in uno dei quartier-generali di uno dei tre daimyō, si potrà decidere di mettere in secondo piano l'obbiettivo principale ed esplorare la mappa di gioco o, addirittura, tentare di assassinare il lord del castello (a volte sostituito da un sosia), il quale solitamente starà seguendo la propria routine (scrivere haiku, condurre cerimonie religiose, etc.).
Durante le missioni, i testimoni giocano un ruolo importante nel corretto svolgimento delle missioni: qualora il giocatore decidesse di accettare un incarico offertogli da uno signore ai danni di un altro (soprattutto se questa missione fosse ai danni di uno dei signori per il quale Corvo ha lavorato in molte occasioni), quest'ultimo si sentirà personalmente tradito e probabilmente chiedere ai suoi soldati di stanare Corvo nel suo rifugio segreto. Queste ripicche possono diventare particolarmente tediose se il suddetto signore decide di assoldare costantemente ninja rivali o barbari per attaccare il nascondiglio di Goh e derubarlo del denaro e degli oggetti per i quali il giocatore ha faticato duramente.

## Personaggi
Durante il corso di Shinobido, Corvo incontra altri ninja: alcuni sono amichevoli, altri sono ostili. Alcuni fanno conoscere le loro intenzioni apertamente, altre appaiono dal nulla, si lanciano all'attacco, e poi scompaiono velocemente nel buio della notte.

### Personaggi principali
- Goh "Il Corvo" (鴉のゴウ?, Karasu no Gō) – Il personaggio principale e protagonista di Shinobido, Goh sembra avere grande notorietà in tutta Utakata e si è apparentemente fatto molti nemici durante tutta la sua vita precedente. La sua missione personale è quella di trovare le otto pietre mistiche che contengono i frammenti della sua anima ed i suoi ricordi, e di scoprire la verità dietro la distruzione dei ninja Asuka.
- Kinu "Il Canarino" (金糸雀のキヌ?, Kanariya no Kinu) – Una misteriosa e giovane kunoichi la quale Goh incontrerà durante le sue missioni. È riconoscibile dal kimono rosso e dal tatuaggio a forma di nuvola sulla coscia. Rimane una figura misteriosa per la maggior parte del gioco, ma è anche una dei pochi alleati di cui Goh può fidarsi. Come personaggio giocabile, Kinu ha abilità e stile di combattimento diversi da Goh.
- Onji (オンジ?, Onji) – Un uomo nel corpo di un gatto, vive nella baracca di Goh. Durante gli avvenimenti di Shinobido, Onji guida e consiglia Goh nella sua missione per la ricerca ed il recupero dei frammenti dell'anima. È misteriosamente e strettamente legato alle azioni di Goh e al contenuto dei frammenti. Nelle lettere indirizzate a Goh si firma come "uno spettatore preoccupato".
- Zaji "Il Falco" (黒鷹のザジ?, Kurotaka no Zaji) – Un ninja con un occhio solo, che indossa un'armatura in stile Asuka e combatte con un ninjatō in stile Asuka. Sebbene Zaji non parli, appare estremamente ostile verso Goh e ogni incontro con lui culmina in un combattimento aperto.
- Gamuran (我無乱?) – Un monaco yamabushi, antico nemico del clan ninja Asuka. È stato imprigionato in un santuario per 900 anni ed è finalmente libero di distruggere gli Asuka. Combatte e uccide per una pergamena che contiene il potere della negromanzia. Progredendo nella storia, si scopre che Goh è colui che lo ha liberato.

### Ninja rivali
- Hebitonbo e Uzumushi (蛇蜻蛉&渦虫?) – Fratelli e ninja rivali di Goh che sono arrivati ad Utakata per raccogliere i frutti della guerra. I due sono intenti a accaparrarsi tutti i contratti in circolo e a far acquisire notorietà ai ninja Kenobi (毛伸衆?, Kenobi-shū), il loro clan mercenario. Mentre i due fratelli sono potenti e difficili da superare nello scontro diretto, sono stupido e irascibile; ciò li porta a un gran numero di fallimenti.
- Ageha e Usuba (揚羽&薄羽?) – Sorelle gemelle e leader del clan ninja Mosu (喪巣忍者?, Mosu Ninja), che è rimasto coinvolti nel conflitto ad Utakata. Attratte dalla guerra, Ageha e Usuba tornarono a lavorare come mercenari con l'ulteriore intenzione di dare la caccia a Corvo che, secondo le sorelle, ha spietatamente uccisa in una battaglia tra gli Asuka e le Mosu, la terza gemella, nonché precedente leader delle Mosu, Tateha.
- Kabuto (冑?) – Leader dei temibili e pesantemente corazzato ninja Taraba (多羅場忍軍?, Taraba-ningun). Kabuto utilizza cannoni e spade zanbato per distruggere gli avversari. Anche se i Taraba arrivano ad Utakata a guerra iniziata in cerca di profitto come le Mosu e i Kenobi, i Kabuto sembrano più interessati a recuperare le pietre mistiche che ad accettare incarichi altamente paganti.

### I clan in guerra
- Clan Ichijo (一条 家?, Ichijo-ke) – Il clan Ichijo, è un clan samurai che, grazie anche all'aiuto dei ninja Asuka, ha mantenuto la pace e l'ordine in tutta Utakata per generazioni. Anche se gli Asuka non servivano direttamente la casata Ichijo, le due parti avevano a lungo mantenuto un'alleanza per la salvaguardia dei popoli della regione. Il clan è guidato dall'attuale lord di Utaka, Nobuteru Ichijo (一条信輝?, Ichijō Nobuteru), il quale ha ereditato la posizione di capo del clan da suo padre. Nobuteru disprezza la guerra e si preoccupa profondamente per il suo popolo, a tal punto da sacrificare le risorse militari e finanze per garantire la sicurezza del popolo di Utakata, eliminando le tribù barbare e gli animali selvaggi che infestano la provincia. Secondo Onji, Goh ed Ichijo erano una volta molto vicini, quasi come padre e figlio; per questo motico, Ichijo intende continuare il rapporto di servitù di Corvo, anche ne mette in dubbio la recente fedeltà.
- Clan Akame (赤 目 家?, Akame-ke) – Kagetora Akame (赤 目 影 虎?, Akame Kagetora) è un ex samurai ed il governatore della provincia confinate di Fudo (不動?). Kagetora ha guadagnato una reputazione temibile per la sua irascibilità e la indole violenta, ed è anche noto per far sparire rapidamente coloro che lo tradiscono. Avendo grande ricchezza accumulata grazie ai rapporti commerciali con la Cina, il clan Akame è il più ricco, il più grande ed il meglio equipaggiato tra le tre fazione. Ritenendo la conquista di Utakata il primo passo verso la conquista di tutto il Giappone, Akame non ha perso tempo nel mobilitare le sue truppe per un'offensiva militare contro il clan Ichijo. Akame, che rivede in Corvo se stesso da giovane, ne apprezza la fama di assassino letale. Dopo aver sentito che Goh è sopravvivere allo sterminio dei ninja Asuka, rimane molto impressionato. Anche se diffidente, Akame riconosce il vantaggio dei servigi di un ninja Asuka durante l'invasione di Utakata e cerca ottenere la fiducia di Corvo, offrendogli grandi ricchezze e poteri oltre ogni immaginazione.
- I fedeli di Amurita (阿 無 璃 他 教?, Amuritakyō) – Guidati da Lady Sadame (貞女?, Sadame), gli Amurita hanno ottenuto un ampio sostegno tra le classi contadine e mercantili che finanziano le casse di Sadame con offerte sostanziose. Nata la figlia di un contadino, Sadame si guadagna le simpatie dei contadini di Utakata grazie ai suoi insegnamenti ed alla sua retorica, arruolandoli per sostenere la forza nascente dei fedeli di Amurita. Lady Sadame richiede regolarmente offerte dai suoi fedeli seguaci, che utilizza per sostenere il suo considerevole esercito e per pagare il suo guardaroba sontuoso ed il lussuoso stile di vita. Quei seguaci che scelgono di allontanarsi dagli insegnamenti del divino Amurita o scelgono di trattenersi nel donare a Sadame sono rapidamente e severamente puniti. Sebbene né Ichijo né Akame considerano Sadame come una vera minaccia alle loro posizioni, entrambi hanno tentato di guadagnarsi la sua fedeltà prima dello scoppio della guerra. Lady Sadame è ben consapevole della reputazione di Goh ed è da tempo invidiosa dell'alleanza di Ichijo con i ninja Asuka; per questi motivi, Sadame chiede a Corvo di prestale i suoi servigi e di giurarle fedeltà in modo che il ninja possa vedere come lei sia un leader degno della sua fiducia.

## Expansion packShinobido Takumi
Il successo del gioco in Giappone ha portato alla creazione di uno expansion pack pubblicato esclusivamente per il mercato nipponico. Il pacchetto espansioni, intitolato Shinobido: Takumi (忍道 匠?, Shinobidō: Takumi) e pubblicato nel giugno 2006, contiene 130 missioni fan-made che sono state giudicate e selezionate dallo staff di sviluppo di Spike. I creatori delle missioni scelte dal team di sviluppo hanno avuto i loro nomi inseriti nei titoli di coda ed hanno ricevuto in regalo una copia del videogioco e un oggetto commemorativo.

## Sequel
Il primo sequel, Shinobido: Tales of the Ninja (忍道 焔?, Shinobidō: Homura), è stato rilasciato su PlayStation Portable in Giappone nel 2006 ed in Europa nel 2007. Acquire si è scusata sul suo sito ufficiale del fatto che, a causa di circostanze indipendenti dalla loro volontà, non vi è stata alcuna release per il mercato statunitense.
Il terzo e finora ultimo capitolo della serie, Shinobido 2: Revenge of Zen (忍道2 散華?, Shinobidō 2: Sange), è stato rilasciato per PlayStation Vita in Giappone nel 2011 ed in Europa, Nord America ed Australasia nel 2012.